# Małgorzata Holender
Małgorzata Holender (ur. 20 sierpnia 1948 we Wrocławiu) – polska pisarka, poetka, autorka słuchowisk.

## Twórczość
- Wdowa, 1978 (Teatr Polskiego Radia)
- Spotkanie, 1980 (Teatr Polskiego Radia)
- Wyznanie, 1977 (Teatr Polskiego Radia)
- Klinika lalek, 1997 (nominacja do Nagrody „Nike”)[2]
- Wszystkie lekcje odwołane, 1998 (spektakl Teatru Telewizji, w reż. Agnieszki Glińskiej).
- Przyloty. Odloty, 2018